# Áed Oirdnide mac Néill
Áed Oirdnide mac Néill (fl. IX secolo) è stato re di Ailech.
Membro dei Cenél nEógain, era figlio di Niall Frossach. Secondo gli Annali dell'Ulster esentò il clero irlandese dagli obblighi militari.
Viene incluso nelle liste dei sovrani supremi d'Irlanda dal 793 all'817. Come sovrano supremo fu preceduto da Donnchad Midi mac Domnaill (766-792) e seguito da Conchobar mac Donnchada (818-831). Suo figlio, Niall Caille, divenne re di Ailech.